# 1906 (szám)
Az 1906 (római számmal: MCMVI) az 1905 és 1907 között található természetes szám.

## A matematikában
A tízes számrendszerbeli 1906-os a kettes számrendszerben 11101110010, a nyolcas számrendszerben 3562, a tizenhatos számrendszerben 772 alakban írható fel.
Az 1906 páros szám, összetett szám, félprím. Kanonikus alakja 21 · 9531, normálalakban az 1,906 · 103 szorzattal írható fel. Négy osztója van a természetes számok halmazán, ezek növekvő sorrendben: 1, 2, 953 és 1906.
Az 1906 egyetlen szám valódiosztóösszeg-függvényeként áll elő, ez az 1664.